# Tidnish River
Tidnish River är ett vattendrag i Kanada.   Det ligger i provinsen Nova Scotia, i den östra delen av landet, 900 km öster om huvudstaden Ottawa.
I omgivningarna runt Tidnish River växer i huvudsak blandskog. Runt Tidnish River är det mycket glesbefolkat, med 5 invånare per kvadratkilometer.